# Boxwing

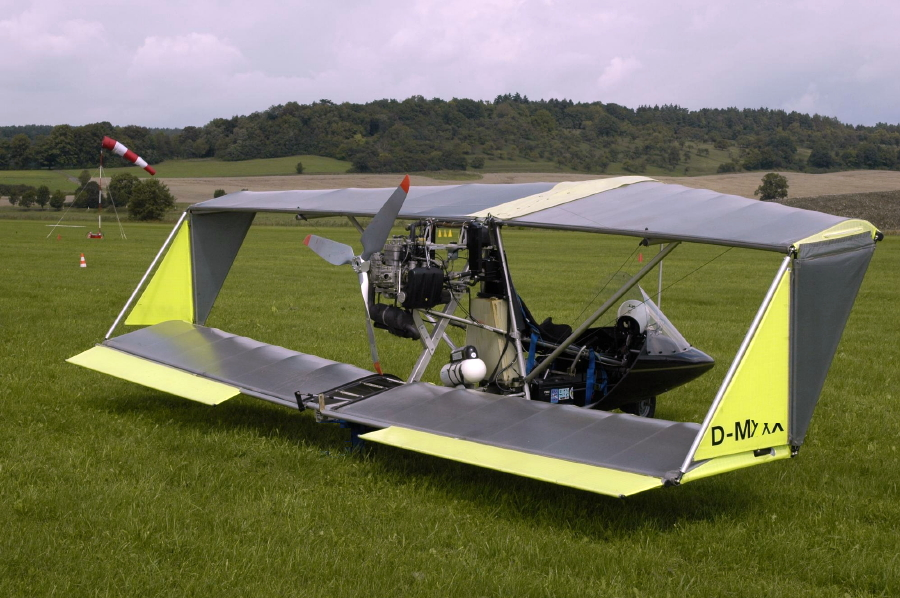
Ultraleichtflugzeug Sunny

Mit Boxwing (deutsch etwa „Kastendrachen-Flügel“, englisch: box wing oder box-wing bzw. joint wing) wird eine besondere Tragflächenanordnung bei Flugzeugen bezeichnet. Durch die Verwendung von zwei übereinanderliegenden Tragflächen, die an ihren Enden durch vertikale Flächen oder Bögen miteinander verbunden sind, ergibt sich u. U. ein sehr stabiles Flugverhalten. Im Verlauf der Entwicklung der Luftfahrt hatten die vertikalen Flächen an den Flügelenden verschiedene Aufgaben. Bei gepfeilten Nurflügeln nach Dunne wirkten sie überwiegend als Ersatz für die Seitenflossen; bei späteren Entwürfen, die sich an das Enten- oder Tandemkonzept annäherten, war vor allem eine Verringerung des induzierten Luftwiderstands durch die Bildung von Randwirbeln ein Ziel (siehe Winglets). Durch verschiedene räumliche Variationen können theoretisch Elemente des Tandem-, Enten- oder Nurflügelkonzepts vereint werden (alle horizontalen Flächen erzeugen Auftrieb). Neben der verbesserten Überziehfestigkeit des Tandem-/Enten-Konzepts ist auch die kompakte Bauweise als Doppeldecker ein zusätzliches Argument für die Verwendung der Boxwing-Tragflächen.

## Geschichte

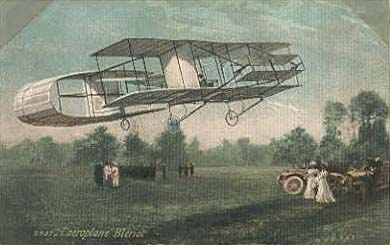
Blériot IV

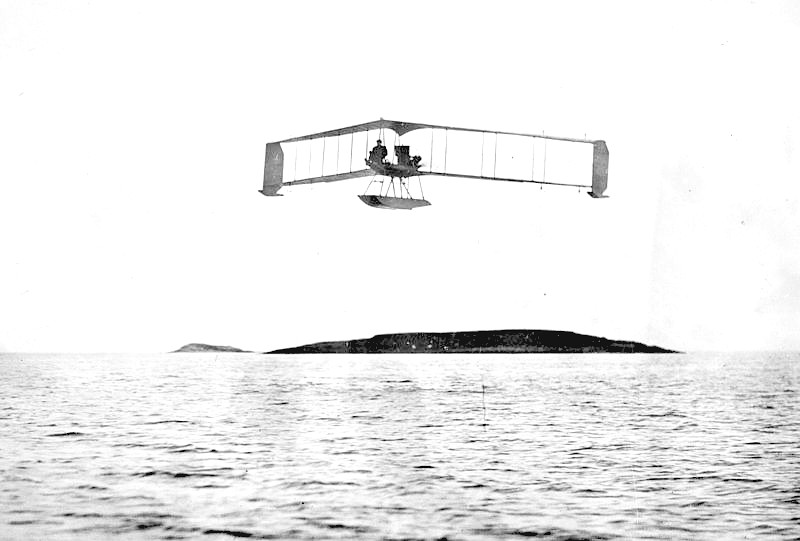
Burgess-Dunne AH-7

Das Kastendrachen-Prinzip war schon im alten China bekannt. Die Luftfahrzeuge der ersten Stunden orientierten sich teilweise stark an diesem Prinzip. Alberto Santos Dumont baute mit seiner legendären „14 bis“ praktisch einen rückwärts fliegenden Kastendrachen. Schon 1906 konstruierten Louis Blériot und Gabriel Voisin mit der Blériot III einen Doppeldecker in einer Boxwing-artigen Konfiguration. Die ersten aerodynamischen Berechnungen dazu wurden 1924 von Ludwig Prandtl veröffentlicht. Die erste Anwendung des Boxwing-Konzepts in der heute angewendeten Form geht unter anderem auf Alexander Lippisch zurück, der Anfang der 1930er-Jahre einen entsprechenden Doppeldecker für Heinkel entwarf, der jedoch über die Modellversuchsphase nicht hinauskam. Die obere Tragfläche war dabei durchgehend ungepfeilt, während die untere rückwärts gepfeilt ausgeführt wurde. Die Seitenleitwerksflächen stellten jeweils die Verbindung zwischen den Tragflächen her, befanden sich jedoch nicht an den Flügelspitzen, sondern weiter innen. Damit war der Effekt des „geschlossenen Systems“ nicht gegeben. Eine starke Ähnlichkeit mit dem Boxwing-Konzept zeigte 2001 auch ein Entwurf von Luigi Colani, der ein Passagierflugzeug mit 80 m Spannweite entwarf.

## Praktische Anwendung
Neben der Anwendung bei Modellflugzeugen wurde dieses Tragflächenkonzept auch bei einigen Ultraleichtflugzeugen umgesetzt. Hierzu gehören die Ligeti Stratos, die 1985 zum ersten Mal flog, und die Sunny von 1989. Die verwendeten Tragflächenarten ergänzen sich hierbei. Die obere Fläche hat das Layout eines gepfeilten Deltaflügels. Die Fläche dreht sich ohne Steuereinwirkung in den Wind. Bei gewichtskraftgesteuerten Ultraleichtflugzeugen erfordert dieses Eigensteuerungsverhalten ein stetes Gegensteuern des Piloten. Bei Boxwing-Flugzeugen wird diese Gegensteuerungskraft durch die untere, gerade Tragfläche aufgehoben. In der Praxis muss ein Pilot bei Seitenwind keine ausgleichenden Steuereingriffe tätigen. Die Sunny fliegt ohne erhöhten Widerstand leicht seitlich schiebend, aber ohne Fahrtverlust in die gewünschte Richtung.
Zudem verhindert die Boxwing-Fläche ein Stallen des Flugzeugs. Da die obere Fläche 2⁄3 des Gesamtauftriebes erzeugt, nimmt das Flugzeug bei Fahrtverlust einfach die Flugzeugnase nach unten und baut durch die entstehende höhere Fahrt wieder Auftrieb auf. Die untere Fläche erzeugt dabei stets Auftrieb und hält das Flugzeug stabil, ohne eine Abkippneigung zu erzeugen.